# Senaki
Senaki (gruz.: სენაკი) – miasto w zachodniej Gruzji w regionie Megrelia i Górna Swanetia. Położone jest na Nizinie Kolchidzkiej, w historycznej Megrelii. Około 22 tys. mieszkańców (2014).
W latach 1933–76 miasto zwało się Micha Cchakaja, a w latach 1976-89 Cchakaja – na cześć gruzińskiego rewolucjonisty i działacza partyjnego Michaiła Cchakai.
Przez miasto przebiega linia kolejowa, którą kursują pociągi pomiędzy miastami Zugdidi i Kutaisi.

## Etymologia
Według Sulchan-Saba Orbeliani nazwa „Senaki” (სენაკი) oznacza po gruzińsku „mały pokój” lub „kaplica”. 

## Znani obywatele
- Walerian Gunia(inne języki) (1862–1938), gruziński dramaturg, aktor, reżyser i krytyk.
- Arnold Czikobawa (1898–1985), gruziński językoznawca i filolog
- Feofan Dawitaia (1911-1979), gruziński geograf, klimatolog i agrometeorolog
- Giuli Gegelia(inne języki) (1942-), gruziński architekt
- Wladisław Wetrow (1964-), rosyjski i radziecki (teatralny) aktor, reżyser, dramaturg

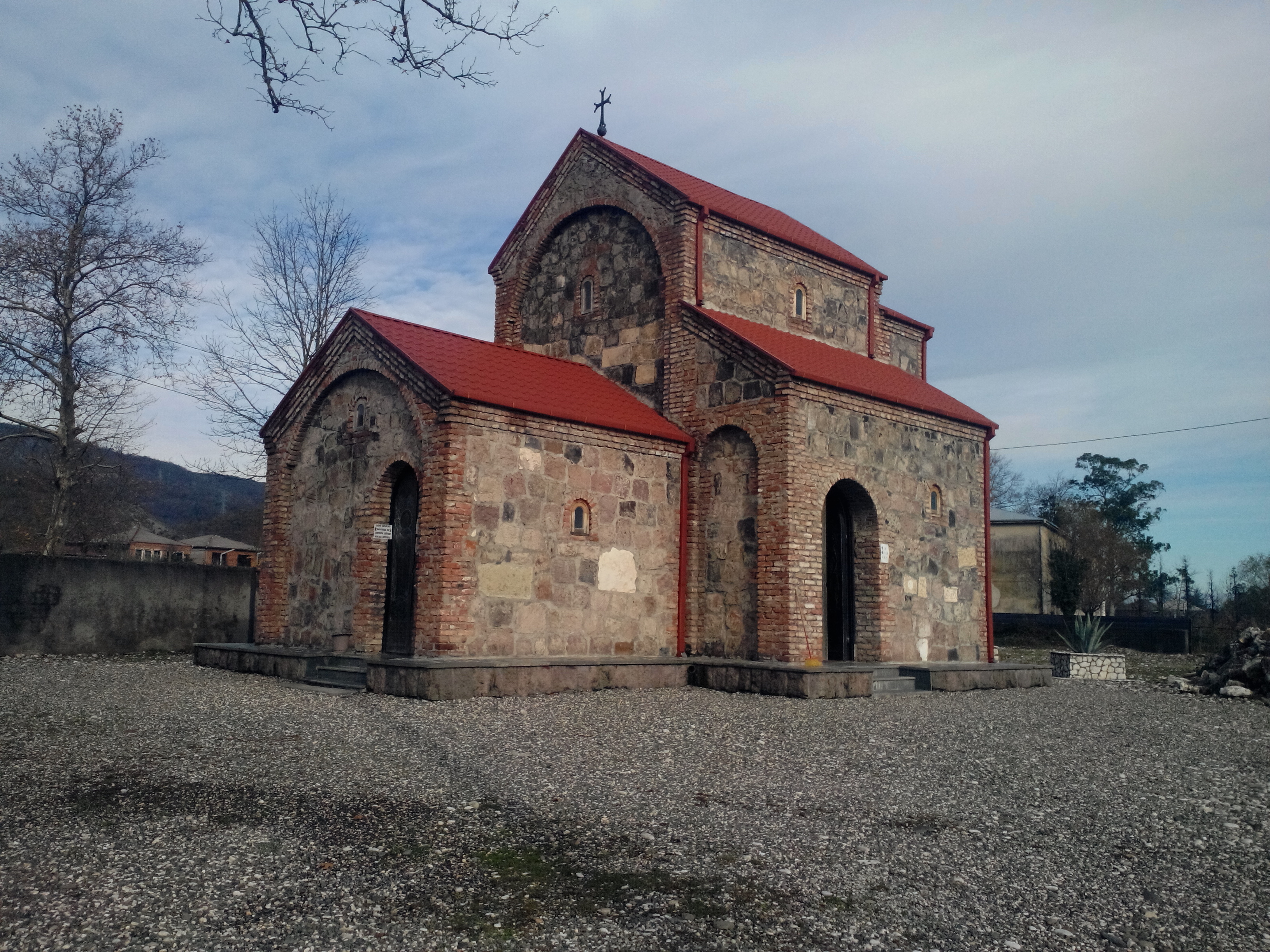
Cerkiew w  Senaki
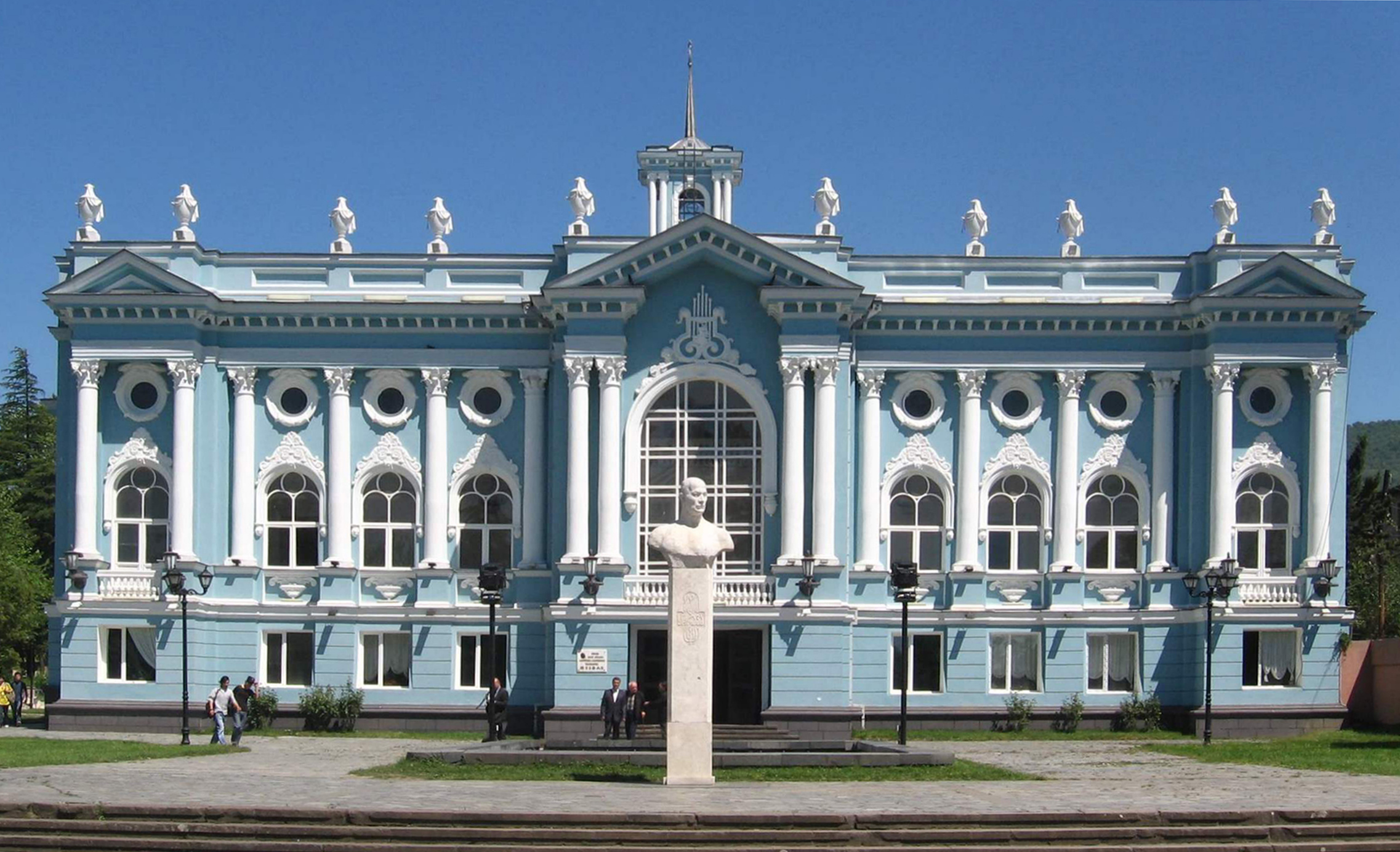
Teatr
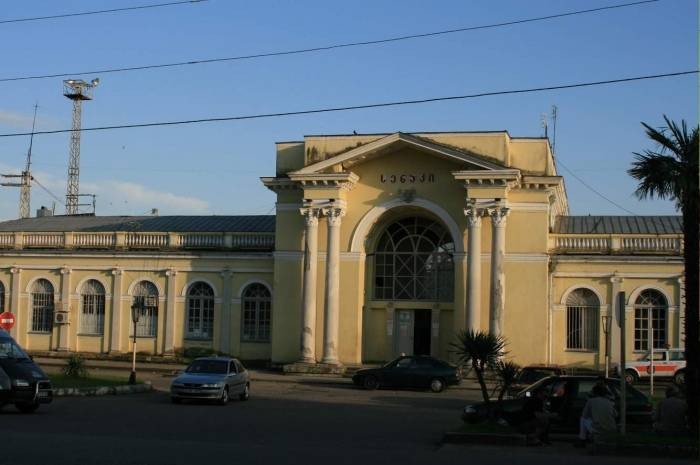
Dworzec kolejowy